# Íldico
Íldico és un nom de procedència goda. Va ser l'última esposa d'Àtila.
L'any 453 després de Crist, Àtila era a Hongria, en una festa al palau de fusta que hi havia devora del riu Tisza, per celebrar la seua unió amb Íldico. Un cop finida la festa, Àtila pujà a la seua alcova i l'endemà al matí els seus hòmens l'encontraren a terra, amb un bassal de sang al seu voltant. A un racó de la sala hi havia Íldico que plorava.
Es desconeix la causa de la mort d'Àtila. S'ha especulat de la possibilitat que patís un aneurisma que li originàs una hemorràgia interna després de beure en excés. La ubicació on les despulles d'Àtila foren enterrades segueix essent un dels grans misteris de la història.